# Aréna úti kocsiszín
Az Aréna úti kocsiszín vagy Dózsa György úti kocsiszín egy ma már használaton kívül helyezett budapesti kocsiszín, amely sokáig az M1-es metróvonal szerelvényeinek tárolására szolgált.

## Története
Az Aréna úti (ma Dózsa György út) kocsiszín villamos kocsiszínként épült 1889-ben az Aréna úti (ma már nem letező) villamosvonalhoz kapcsolódóan. Hamarosan az 1896-ban megnyílt Millenniumi Földalatti Vasút kezdte használni. Egy felszíni iparvágány közötte össze a kocsiszínt az Állatkerti úton át a Városligeti-tó mellett földfelszínre jövő metróvágányokig. A kocsiszínt 1945-ben főműhellyé alakították át, végül a MÁV kórház tulajdonába került. A felszíni összekötő vágányt 1973-ban bontották el, a kisföldalatti felszíni szakaszának megszüntetésekor. (Később új kocsiszín épült a Kisföldalatti számára, ez a Mexikói úti járműtelep.)
Az épület egy része, a Szondi utcához közelebb eső oldal napjainkban is áll, a MÁV kórház parkolója működik benne. A Podmaniczky út felőli kocsiszínrészt mára már elbontották, ide a MÁV-kórház modern részlege épült.

## Képtár

A régi M1 összekötővágány
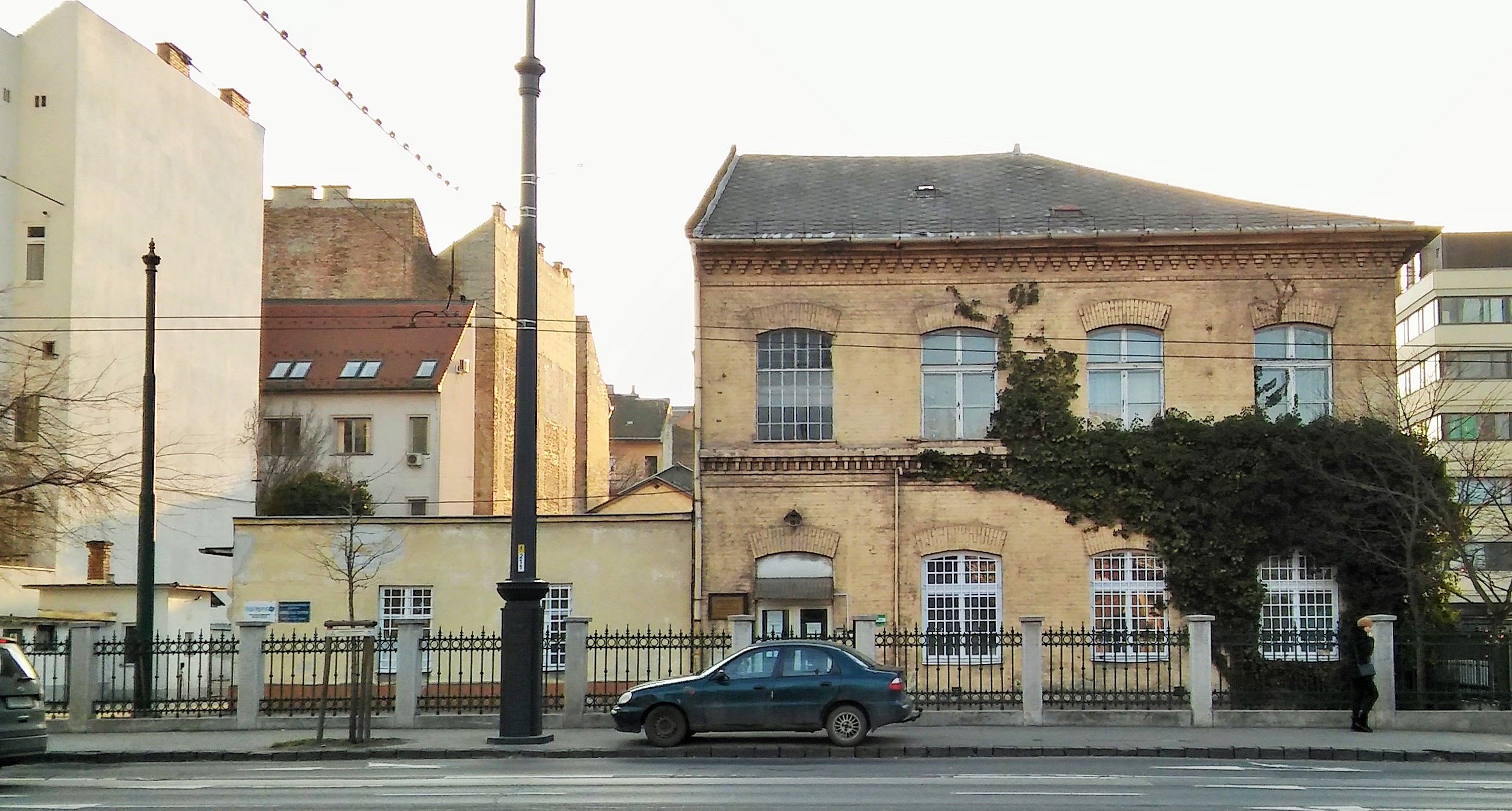
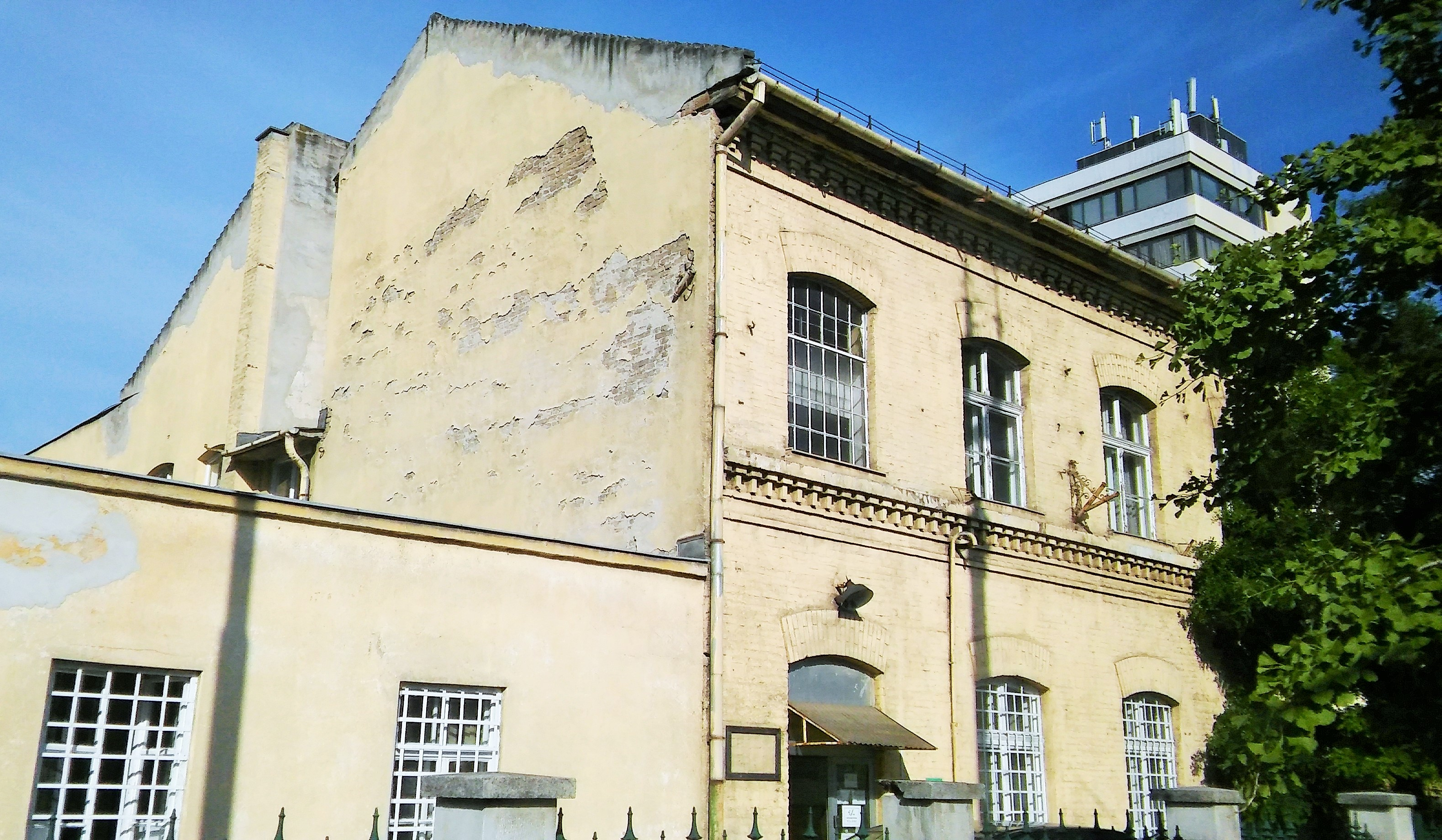
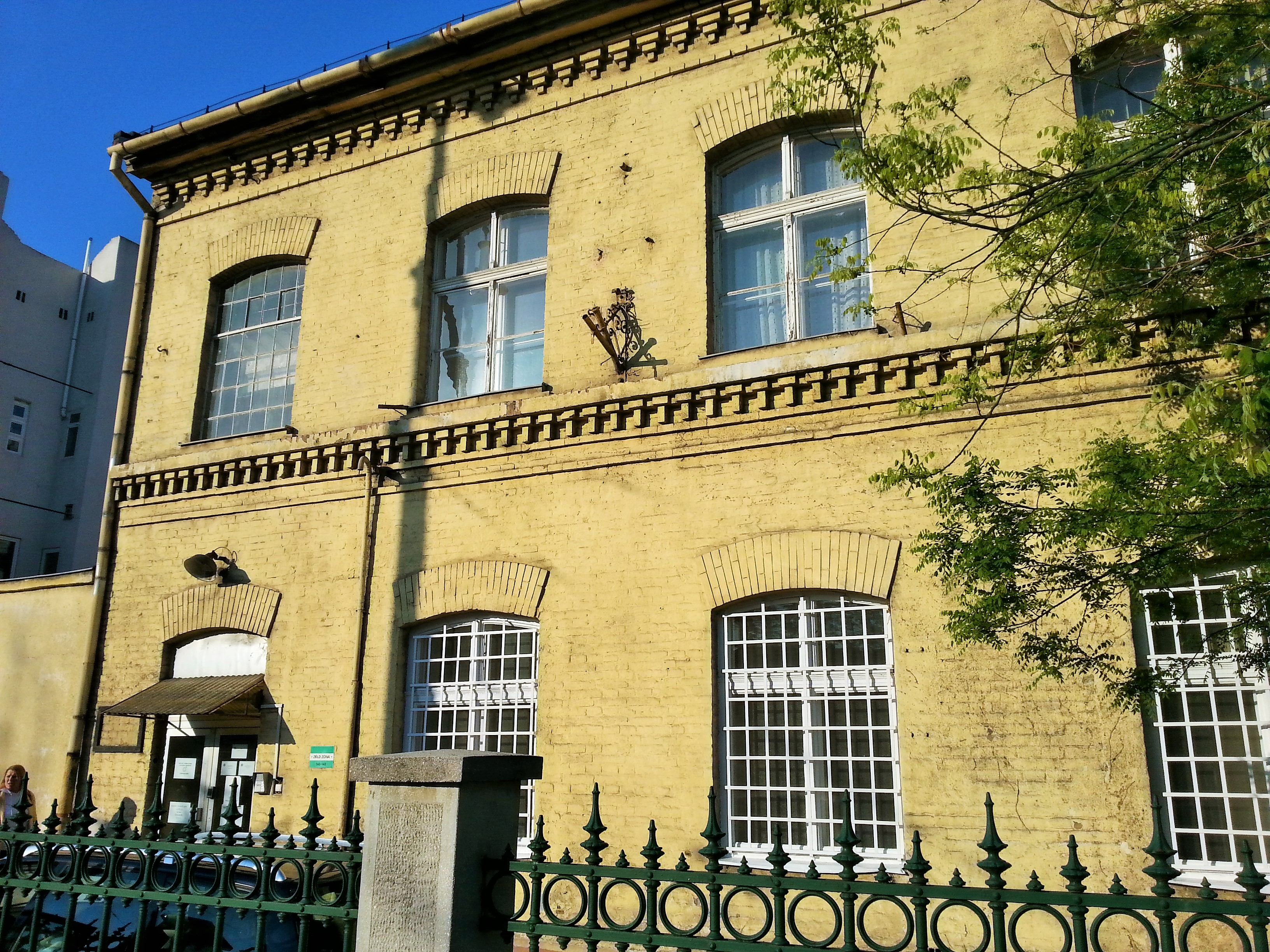
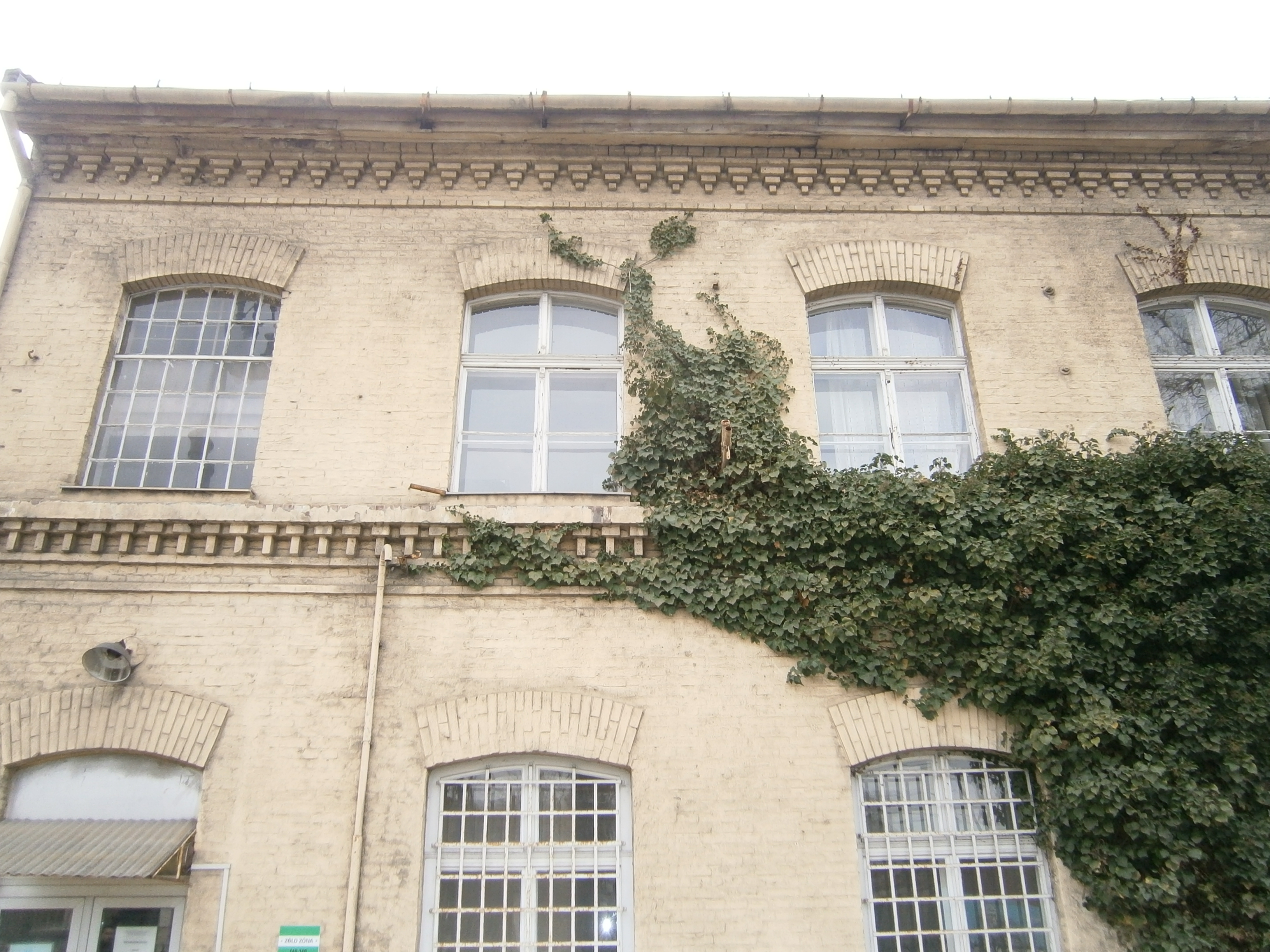
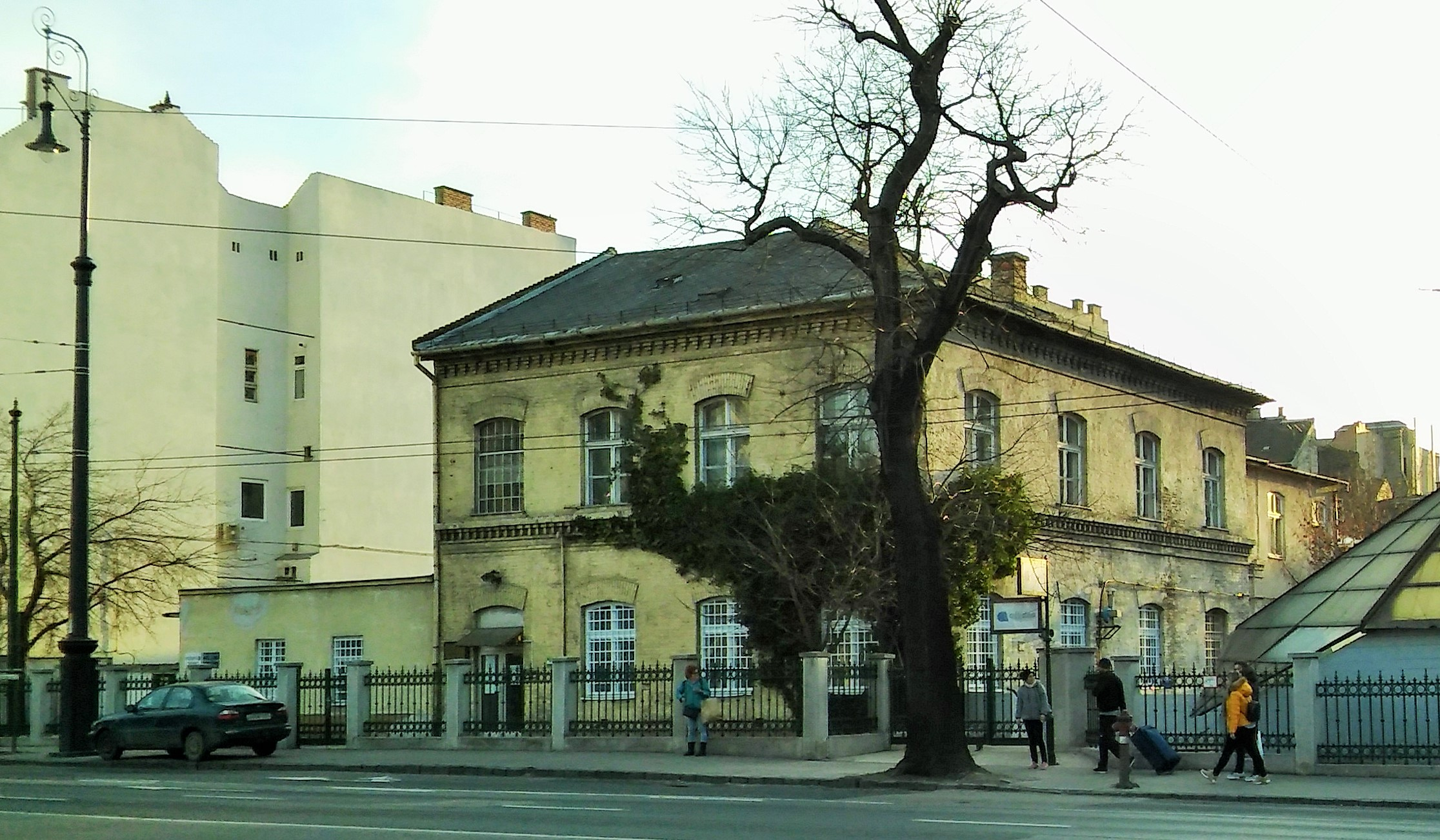